# Nieurlet
Nieurlet é uma comuna francesa na região administrativa de Altos da França, no departamento do Norte. Estende-se por uma área de 10.25 km². Em 2010 a comuna tinha 940 habitantes (densidade: 91,7 hab./km²).